# Università Statale di Erevan
L'Università Statale di Erevan (in armeno Երեվանի Պետական Համալսարան?, Erevani Petakan Hamalsaran) è un'università di Erevan, capitale della Repubblica Armena. 

## Storia
Fu fondata il 16 maggio 1919. Le sue facoltà hanno 110 dipartimenti. Le lezioni sono in lingua armena, ma alcuni corsi possono essere tenuti anche in russo o inglese per gli studenti stranieri.
L'anno accademico inizia il 1º settembre e si chiude il 30 giugno.

## Rettori
- Aram Simonyan[1]